# La Chambre d'échos
La Chambre d'échos est une maison d'édition créée en 1999 à Paris par Jean-Michel Humeau, Florence Pétry et Jean-Louis Ughetto.
Elle s'est affirmée par la publication de récits et recueils de nouvelles et publie essentiellement des auteurs francophones, tels Danielle Auby, Francis Bérezné, Jacques Besse, Adam Biro, Ami Bouganim, Sarah Bouyain, Françoise Gérard et Jean-Pierre Rochat.

## Quelques titres
Récits
- Jacques Besse, La grande Pâque, 1999,  (ISBN 978-2-913904-00-2)
- Jean-Pierre Renault, Une enfance abandonnée, Jean Genet à Alligny-en-Morvan, 2000,  (ISBN 978-2-913904-06-4)
- Francis Bérezné,  Le dit du brut, 2001,  (ISBN 978-2-913904-11-8)
- Françoise Gérard, Le dernier mot d'elle, 2003,  (ISBN 978-2-913904-08-8)
- Ami Bouganim, Le charmeur de mouettes, 2005,  (ISBN 978-2-913904-24-8)
- Fatma Zohra Zamoum, Comment j’ai fumé tous mes livres, 2006,  (ISBN 978-2-913904-31-6)
- Sébastien Ménestrier, Heddad, 2008,  (ISBN 978-2-913904-41-5)
- Xavier Gardette, Cent jours après la floraison des lys, 2013,  (ISBN 978-2-913904-53-8)

Nouvelles
- Jean-Pierre Rochat, Hécatombe, nouvelles bucoliques, 1999,  (ISBN 978-2-913904-01-9)
- Jean-Pierre Rochat, Sous les draps du lac, 2000,  (ISBN 978-2-913904-09-5)
- Sarah Bouyain, Métisse façon, 2002,  (ISBN 978-2-913904-17-0)
- Adam Biro, Loin d'où revisité, 2004,  (ISBN 978-2-913904-20-0)
- Hervé Bougel, Petites fadaises à la fenêtre, 2004,  (ISBN 978-2-913904-23-1)
- Erika Magdinlinski, 21 histoires d'amour délicates, 2006,  (ISBN 978-2-913904-29-3)
- Lahoucine Karim,  Un rêve plus grand que son âge, 2008,  (ISBN 978-2-913904-38-5)
- Adam Biro, La Toile aux vanités, 2012,  (ISBN 978-2-913904-51-4)